# Midloe
Midloe var en civil parish 1858–1935 när det uppgick i Southoe and Midloe i grevskapet Huntingdonshire i England. Civil parish var belägen 11 km från Huntingdon och hade 40 invånare år 1931.